# 松江 (江戸川区)
松江（まつえ）は、東京都江戸川区中央部の町名。現行行政地名は松江一丁目から七丁目。住居表示実施済み区域である。

## 地域
江戸川区の中心地に近く、町域の大半は住宅地が広がる市街地である。地区の北・西・南を主要幹線道路と接しているため、自動車の利用には比較的便利であるが、町域の北半分（松江一・二丁目）は至近の鉄道駅から1km以上離れた鉄道空白地帯に当たる。
隣接する地域は北は中央一・二丁目、東は西一之江一・四丁目および一之江六丁目、南は船堀四・五丁目、西は東小松川一・二・三・四丁目。

## 地価
住宅地の地価は、2025年（令和7年）1月1日の公示地価によれば、松江1-9-2の地点で32万1000円/m2、松江3-2-3の地点で44万7000円/m2、松江7-23-3の地点で38万5000円/m2となっている。

## 世帯数と人口
2025年（令和7年）1月1日現在（江戸川区発表）の世帯数と人口は以下の通りである。
| 丁目       | 世帯数     | 人口     |
| ---------- | ---------- | -------- |
| 松江一丁目 | 1,153世帯  | 2,385人  |
| 松江二丁目 | 2,287世帯  | 4,874人  |
| 松江三丁目 | 1,156世帯  | 2,303人  |
| 松江四丁目 | 1,492世帯  | 3,443人  |
| 松江五丁目 | 1,846世帯  | 3,699人  |
| 松江六丁目 | 637世帯    | 1,190人  |
| 松江七丁目 | 1,961世帯  | 4,143人  |
| 計         | 10,532世帯 | 22,037人 |

### 人口の変遷
国勢調査による人口の推移。
| 年                 | 人口   |
| ------------------ | ------ |
| 1995年（平成7年）  | 16,189 |
| 2000年（平成12年） | 16,863 |
| 2005年（平成17年） | 18,640 |
| 2010年（平成22年） | 19,916 |
| 2015年（平成27年） | 20,600 |
| 2020年（令和2年）  | 21,368 |

### 世帯数の変遷
国勢調査による世帯数の推移。
| 年                 | 世帯数 |
| ------------------ | ------ |
| 1995年（平成7年）  | 6,140  |
| 2000年（平成12年） | 6,642  |
| 2005年（平成17年） | 7,595  |
| 2010年（平成22年） | 8,425  |
| 2015年（平成27年） | 8,770  |
| 2020年（令和2年）  | 9,382  |

## 学区
区立小・中学校に通う場合、学区は以下の通りとなる(2017年12月時点)。なお、江戸川区では学校選択制度を導入しており、区内全域から選択することが可能。。
| 丁目       | 番地                                                                                | 小学校                   | 中学校                   |
| ---------- | ----------------------------------------------------------------------------------- | ------------------------ | ------------------------ |
| 松江一丁目 | 全域                                                                                | 江戸川区立松江小学校     | 江戸川区立松江第四中学校 |
| 松江二丁目 | 12番6〜18号 13〜17番 18番5〜16号 29番6〜17号 30〜33番 34番6〜14号 37〜39番 42〜43番 | 江戸川区立大杉東小学校   | 江戸川区立松江第四中学校 |
| 松江二丁目 | その他                                                                              | 江戸川区立松江小学校     | 江戸川区立松江第四中学校 |
| 松江三丁目 | 11〜17番 20番                                                                       | 江戸川区立松江小学校     | 江戸川区立松江第四中学校 |
| 松江三丁目 | その他                                                                              | 江戸川区立西一之江小学校 | 江戸川区立松江第六中学校 |
| 松江四丁目 | 全域                                                                                | 江戸川区立西一之江小学校 | 江戸川区立松江第六中学校 |
| 松江五丁目 | 26番1〜10号 27番13号〜最終号 28番10〜22号                                           | 江戸川区立西一之江小学校 | 江戸川区立松江第六中学校 |
| 松江五丁目 | 4〜13番 27番1〜12号 28番1〜9号 28番23号〜最終号                                     | 江戸川区立東小松川小学校 | 江戸川区立松江第一中学校 |
| 松江五丁目 | その他                                                                              | 江戸川区立船堀第二小学校 | 江戸川区立松江第一中学校 |
| 松江六丁目 | 1〜2番 10〜11番                                                                     | 江戸川区立船堀第二小学校 | 江戸川区立松江第一中学校 |
| 松江六丁目 | 3〜9番                                                                              | 江戸川区立西一之江小学校 | 江戸川区立松江第六中学校 |
| 松江七丁目 | 全域                                                                                | 江戸川区立西一之江小学校 | 江戸川区立松江第六中学校 |

## 事業所
2021年（令和3年）現在の経済センサス調査による事業所数と従業員数は以下の通りである。
| 丁目       | 事業所数  | 従業員数 |
| ---------- | --------- | -------- |
| 松江一丁目 | 134事業所 | 1,436人  |
| 松江二丁目 | 224事業所 | 1,976人  |
| 松江三丁目 | 103事業所 | 760人    |
| 松江四丁目 | 140事業所 | 1,506人  |
| 松江五丁目 | 109事業所 | 1,704人  |
| 松江六丁目 | 62事業所  | 1,001人  |
| 松江七丁目 | 166事業所 | 1,362人  |
| 計         | 938事業所 | 9,745人  |

### 事業者数の変遷
経済センサスによる事業所数の推移。
| 年                 | 事業者数 |
| ------------------ | -------- |
| 2016年（平成28年） | 970      |
| 2021年（令和3年）  | 938      |

### 従業員数の変遷
経済センサスによる従業員数の推移。
| 年                 | 従業員数 |
| ------------------ | -------- |
| 2016年（平成28年） | 9,189    |
| 2021年（令和3年）  | 9,745    |

## 交通
鉄道
町域内に鉄道駅はない。地区南部は至近の駅から近いが、北部では1km以上離れている地域もある。以下に最寄駅を挙げる。
- 東京都交通局（都営地下鉄）
  - 新宿線：船堀駅（船堀）、一之江駅（一之江）

路線バス
都営バスが走っており、船堀駅、一之江駅、篠崎駅、葛西駅、西葛西駅、錦糸町駅、亀戸駅、平井駅、新小岩駅と連絡している。
- 都営バス
  - 新小21：新小岩駅〜江戸川区役所〜船堀駅〜棒芽場〜西葛西駅
  - 新小22：新小岩駅〜江戸川区役所〜松江〜一之江駅〜今井〜葛西駅
  - 平23：平井駅〜小松川三丁目〜松江〜三角〜葛西駅
  - 錦25：錦糸町駅〜亀戸駅通り〜小松川三丁目〜船堀駅〜三角〜葛西駅
  - 亀26：亀戸駅〜小松川三丁目〜松江〜一之江駅〜今井
  - 船28：船堀駅〜西一之江四丁目〜松江第四中〜堀江団地〜篠崎駅
  - 新小29：東新小岩四丁目〜新小岩駅北口〜菅原橋〜松江〜一之江駅〜葛西駅
  - 新小29-2：東新小岩四丁目〜新小岩駅北口〜菅原橋〜松江〜一之江駅〜葛西駅〜東京臨海病院

### 道路
道路
- 首都高速7号小松川線
- 国道14号（京葉道路）
- 新大橋通り（東京都道・千葉県道50号東京市川線）
- 船堀街道（東京都道308号千住小松川葛西沖線）
- 今井街道
- 同潤会通り
- しらさぎ通り
- 銀杏並木通り

## 施設
行政
- 東京都水道局江戸川南事務所

教育
- 江戸川区立松江小学校
- 江戸川区立西一之江小学校
- 江戸川区立松江第一中学校
- 江戸川区立松江第六中学校

## 公園
- 一之江境川親水公園

## 史跡
- 三嶋神社 (江戸川区松江)（wikidata）

## その他

### 日本郵便
- 郵便番号 : 132-0025[3]（集配局 : 江戸川郵便局[16]）。